# Mirsad Baljić
Mirsad Baljić (in cir. Мирсад Баљић; Sarajevo, 4 marzo 1962) è un ex calciatore jugoslavo, dal 1992 bosniaco, di ruolo terzino con velleità offensive. Era soprannominato Žvaka (chewing-gum) per l'uso costante di gomma da masticare durante le partite.

## Carriera

### Club
Dopo aver giocato nelle giovanili del FK Sarajevo, nel 1979 iniziò la sua carriera con lo Željezničar Sarajevo e grazie alle sue capacità, riuscì a debuttare in campionato a 18 anni e riuscì a raggiungere, sotto la guida Ivica Osim, le semifinali di Coppa UEFA 1984-1985.
Nel 1989 si trasferì in Svizzera al Sion, con cui vinse un Campionato di calcio svizzero e una Coppa Svizzera prima di approdare nel 1992 allo Zurigo. Terminò la carriera nel 1994 con la maglia del Lucerna.

### Nazionale
Con la Jugoslavia vanta 29 presenze impreziosite da 3 reti, la partecipazione al campionato d'Europa 1984 e la vittoria della medaglia di bronzo ai Giochi olimpici di Los Angeles 1984.

## Palmarès

### Club
- Campionato svizzero: 1

Sion: 1991-1992
- Coppa Svizzera: 1

Sion: 1991

### Nazionale
- Bronzo olimpico: 1

Los Angeles 1984